# EuroCoupe de basket-ball 2021-2022
Navigation
2020-2021 2022-2023
L’EuroCoupe de basket-ball 2021-2022, aussi appelée 7DAYS EuroCup pour des raisons de naming, est la 20e édition de l'Eurocoupe.

## Format de la compétition
Euroleague Basketball dévoile le 9 juillet 2021 un nouveau format de compétition. Les 20 équipes participantes sont réparties en 2 groupes de 10 clubs, qui se jouent en matchs aller-retour. À l'issue de la saison régulière, les huit premiers de chaque groupe se qualifient pour les phases finales, où l'avantage du terrain est donné aux mieux classés.
Les finalistes de cette compétition sont automatiquement qualifiés pour la saison 2022-2023 de l'Euroligue.

## Les équipes participantes
La liste des 20 équipes participantes est validée par le bureau exécutif de l'ECA le 18 juin 2021.

### Liste des20 équipesqualifiées pour la saison régulière de l'EuroCoupe 2021-2022
| - BC Andorre - Valence BC - CB Gran Canaria - Joventut Badalona - Metropolitans 92 | - JL Bourg-en-Bresse - Ratiopharm Ulm - Hamburg Towers - Promithéas Patras - Virtus Bologne | - Aquila Basket Trente - Reyer Venise - Panevėžio Lietkabelis - Budućnost Podgorica - Śląsk Wrocław | - Lokomotiv Kouban-Krasnodar - Cedevita Olimpija - Partizan Belgrade - Türk Telekom BK - Bursaspor |

## Calendrier
| Nom | Date aller | Date retour | Équipes participantes |
| --- | --- | --- | --------------------- |
| Phase régulière | | |                       |
| Journées 1 et 10 Journées 2 et 11 Journées 3 et 12 Journées 4 et 13 Journées 5 et 14 Journées 6 et 15 Journées 7 et 16 Journées 8 et 17 Journées 9 et 18 | 19 et 20 octobre 26 et 27 octobre 2 et 3 novembre 9 et 10 novembre 16 et 17 novembre 7 et 8 décembre 14 et 15 décembre 21 et 22 décembre 11 et 12 janvier | 18 et 19 janvier 25 et 26 janvier 1er et 2 février 8 et 9 février 8 et 9 mars 15 et 16 mars 22 et 23 mars 29 et 30 mars 5 et 6 avril | 20                    |
| Phase finale | | |                       |
| Huitièmes de finale | 19 et 20 avril | 19 et 20 avril | 16                    |
| Quarts de finale | 26 et 27 avril | 26 et 27 avril | 8                     |
| Demi-finales | 3 et 4 mai | 3 et 4 mai | 4                     |
| Finale | à déterminer | à déterminer | 2                     |

## Compétition

### Phase régulière
Les vingt équipes participantes sont réparties en deux groupes de dix. Chaque club rencontre les neuf autres de sa poule deux fois, à domicile et à l'extérieur. Au terme de la phase régulière, les huit premiers de chaque poule sont qualifiés pour la phase finale.
L'ECA décide de suspendre la participation des clubs russes à partir de la 14e journée en attendant une évolution favorable du conflit entre l'Ukraine et la Russie. Quelques semaines plus tard, la décision est prise d'exclure définitivement les clubs russes du classement de cette saison en raison de l'absence d'évolution du conflit en Ukraine. Toutes les rencontres contre les équipes russes sont annulées.
Légende :

Avant la fin du tour :
- en gras : Mathématiquement qualifié
- en italique : Mathématiquement éliminé

#### Groupe A
| Rang | Équipe                     | %  | J  | G  | P  | Pp   | Pc   | Diff |
| ---- | -------------------------- | -- | -- | -- | -- | ---- | ---- | ---- |
| 1    | Joventut Badalona          | 75 | 16 | 12 | 4  | 1297 | 1130 | 167  |
| 2    | Partizan Belgrade          | 75 | 16 | 12 | 4  | 1353 | 1204 | 149  |
| 3    | Metropolitans 92           | 69 | 16 | 11 | 5  | 1314 | 1256 | 58   |
| 4    | BC Andorre                 | 63 | 16 | 10 | 6  | 1304 | 1271 | 33   |
| 5    | Panevėžio Lietkabelis      | 56 | 16 | 9  | 7  | 1263 | 1181 | 82   |
| 6    | Türk Telekom BK            | 50 | 16 | 8  | 8  | 1211 | 1252 | -41  |
| 7    | Hamburg Towers             | 25 | 16 | 4  | 6  | 1315 | 1411 | -96  |
| 8    | Śląsk Wrocław              | 19 | 16 | 3  | 13 | 1190 | 1320 | -130 |
| 9    | Dolomiti Energia Trento    | 6  | 16 | 1  | 15 | 1112 | 1334 | -222 |
| 10   | Lokomotiv Kouban-Krasnodar | -  | 0  | 0  | 0  | 0    | 0    |      |

| Résultats (dom.\ext.)                                              | AND   |   | BAD   |        |       |       |       |       |        |       |
| BC Andorre                                                         |       | - | 72-71 | 61-60  | 81-76 | 85-73 | 74-83 | 98-75 | 78-85  | 99-65 |
| Lokomotiv Kouban-Krasnodar                                         | -     |   | -     | -      | -     | -     | -     | -     | -      | -     |
| Joventut Badalona                                                  | 90-80 | - |       | 92-84  | 65-50 | 82-65 | 86-63 | 76-67 | 73-56  | 97-79 |
| Partizan Belgrade                                                  | 95-70 | - | 68-67 |        | 84-77 | 97-65 | 87-72 | 85-59 | 102-77 | 75-73 |
| Panevėžio Lietkabelis                                              | 88-75 | - | 87-77 | 93-78  |       | 74-57 | 96-89 | 75-77 | 96-100 | 88-65 |
| Dolomiti Energia Trento                                            | 71-82 | - | 56-86 | 63-79  | 61-77 |       | 80-86 | 70-76 | 90-99  | 81-77 |
| Metropolitans 92                                                   | 81-74 | - | 86-78 | 82-89  | 76-69 | 93-80 |       | 99-82 | 85-62  | 86-83 |
| Türk Telekom BK                                                    | 76-83 | - | 69-78 | 85-71  | 65-60 | 82-65 | 73-65 |       | 95-70  | 89-73 |
| Hamburg Towers                                                     | 91-97 | - | 75-92 | 97-106 | 72-87 | 90-69 | 84-94 | 94-74 |        | 92-86 |
| Śląsk Wrocław                                                      | 91-95 | - | 73-87 | 71-93  | 59-70 | 77-68 | 59-74 | 80-67 | 87-71  |       |
| - Victoire à domicile - Victoire à l'extérieur - Match non disputé |       |   |       |        |       |       |       |       |        |       |

#### Groupe B
| Rang | Équipe              | %  | J  | G  | P  | Pp   | Pc   | Diff |
| ---- | ------------------- | -- | -- | -- | -- | ---- | ---- | ---- |
| 1    | CB Gran Canaria     | 67 | 18 | 12 | 6  | 1453 | 1366 | 87   |
| 2    | Valence BC          | 67 | 18 | 12 | 6  | 1554 | 1440 | 114  |
| 3    | Cedevita Olimpija   | 61 | 18 | 11 | 7  | 1540 | 1479 | 61   |
| 4    | Virtus Bologne      | 61 | 18 | 11 | 7  | 1519 | 1465 | 54   |
| 5    | Budućnost Podgorica | 56 | 18 | 10 | 8  | 1413 | 1420 | -7   |
| 6    | Reyer Venise        | 50 | 18 | 9  | 9  | 1380 | 1355 | 25   |
| 7    | Bursaspor           | 44 | 18 | 8  | 10 | 1459 | 1499 | -40  |
| 8    | Ratiopharm Ulm      | 39 | 18 | 7  | 11 | 1432 | 1465 | -33  |
| 9    | JL Bourg-en-Bresse  | 33 | 18 | 6  | 12 | 1415 | 1471 | -56  |
| 10   | Promithéas Patras   | 22 | 18 | 4  | 14 | 1279 | 1484 | -205 |

| Résultats (dom.\ext.)                                              | VAL   |       | GCA   |        | BOL     |        |       |        |        | VEN    |
| Valence BC                                                         |       | 92-82 | 89-90 | 103-76 | 83-77   | 85-97  | 98-95 | 103-71 | 86-68  | 86-80  |
| Promithéas Patras                                                  | 68-71 |       | 81-85 | 60-89  | 61-83   | 67-88  | 84-77 | 79-68  | 83-80  | 68-78  |
| CB Gran Canaria                                                    | 91-90 | 81-62 |       | 84-64  | 100-80  | 77-79  | 78-49 | 81-96  | 87-81  | 69-76  |
| Budućnost Podgorica                                                | 71-70 | 90-77 | 76-83 |        | 86-82   | 91-60  | 73-75 | 68-89  | 83-82  | 72-82  |
| Virtus Bologne                                                     | 96-97 | 91-72 | 70-68 | 62-68  |         | 74-86  | 83-82 | 87-76  | 98-94  | 90-84  |
| Cedevita Olimpija                                                  | 82-76 | 98-84 | 60-75 | 92-78  | 101-104 |        | 91-79 | 96-101 | 103-86 | 105-90 |
| JL Bourg-en-Bresse                                                 | 77-88 | 92-62 | 78-76 | 82-86  | 68-90   | 76-69  |       | 72-85  | 95-65  | 62-73  |
| Ratiopharm Ulm                                                     | 70-76 | 65-71 | 93-94 | 79-86  | 84-68   | 96-104 | 96-86 |        | 72-86  | 90-83  |
| Bursaspor                                                          | 92-89 | 87-76 | 74-85 | 86-89  | 83-101  | 93-84  | 96-89 | 68-66  |        | 80-66  |
| Reyer Venise                                                       | 67-81 | 81-57 | 77-59 | 72-67  | 72-83   | 77-70  | 78-81 | 89-79  | 62-70  |        |
| - Victoire à domicile - Victoire à l'extérieur - Match non disputé |       |       |       |        |         |        |       |        |        |        |

## Phase finale

### Tableau
Les rencontres se déroulent en une manche sèche sur le terrain de l'équipe la mieux classée en saison régulière.
|  | Huitièmes de finale                     | Huitièmes de finale                     |                         |      | Quarts de finale   | Quarts de finale   |  |  | Demi-finales    | Demi-finales    |  |  | Finale           | Finale           |
|  | Huitièmes de finale                     | Huitièmes de finale                     |                         |      | Quarts de finale   | Quarts de finale   |  |  | Demi-finales    | Demi-finales    |  |  | Finale           | Finale           |
|  |                                         |                                         |                         |      |                    |                    |  |  |                 |                 |  |  |                  |                  |
|  | 19 avril à Badalone                     | 19 avril à Badalone                     |                         |      | 26 avril à Bologne | 26 avril à Bologne |  |  | 4 mai à Valence | 4 mai à Valence |  |  | 11 mai à Bologne | 11 mai à Bologne |
|  | 19 avril à Badalone                     | 19 avril à Badalone                     |                         |      | 26 avril à Bologne | 26 avril à Bologne |  |  | 4 mai à Valence | 4 mai à Valence |  |  | 11 mai à Bologne | 11 mai à Bologne |
|  | [A1] Joventut Badalona                  | 73                                      |                         |      | 26 avril à Bologne | 26 avril à Bologne |  |  | 4 mai à Valence | 4 mai à Valence |  |  | 11 mai à Bologne | 11 mai à Bologne |
|  | [A1] Joventut Badalona                  | 73                                      |                         |      | 26 avril à Bologne | 26 avril à Bologne |  |  | 4 mai à Valence | 4 mai à Valence |  |  | 11 mai à Bologne | 11 mai à Bologne |
|  | [B8] Ratiopharm Ulm                     | 79                                      |                         |      | 26 avril à Bologne | 26 avril à Bologne |  |  | 4 mai à Valence | 4 mai à Valence |  |  | 11 mai à Bologne | 11 mai à Bologne |
|  | [B8] Ratiopharm Ulm                     | 79                                      | [B8] Ratiopharm Ulm     | 77   |                    |                    |  |  | 4 mai à Valence | 4 mai à Valence |  |  | 11 mai à Bologne | 11 mai à Bologne |
|  | 20 avril à Bologne                      |                                         | [B8] Ratiopharm Ulm     | 77   |                    |                    |  |  | 4 mai à Valence | 4 mai à Valence |  |  | 11 mai à Bologne | 11 mai à Bologne |
|  |                                         | [B4] Virtus Bologne                     | 83                      |      |                    |                    |  |  | 4 mai à Valence | 4 mai à Valence |  |  | 11 mai à Bologne | 11 mai à Bologne |
|  | [B4] Virtus Bologne                     | [B4] Virtus Bologne                     | 83                      | 75   |                    |                    |  |  | 4 mai à Valence | 4 mai à Valence |  |  | 11 mai à Bologne | 11 mai à Bologne |
|  | [B4] Virtus Bologne                     | 27 avril à Valence                      |                         | 75   |                    |                    |  |  | 4 mai à Valence | 4 mai à Valence |  |  | 11 mai à Bologne | 11 mai à Bologne |
|  | [A5] Panevėžio Lietkabelis0             | 67                                      |                         |      |                    |                    |  |  | 4 mai à Valence | 4 mai à Valence |  |  | 11 mai à Bologne | 11 mai à Bologne |
|  | [A5] Panevėžio Lietkabelis0             | 67                                      | [B4] Virtus Bologne     | 83   |                    |                    |  |  |                 |                 |  |  | 11 mai à Bologne | 11 mai à Bologne |
|  | 20 avril à Levallois-Perret             |                                         | [B4] Virtus Bologne     | 83   |                    |                    |  |  |                 |                 |  |  | 11 mai à Bologne | 11 mai à Bologne |
|  |                                         | [B2] Valence BC                         | 73                      |      |                    |                    |  |  |                 |                 |  |  | 11 mai à Bologne | 11 mai à Bologne |
|  | [A3] Metropolitans 92                   | [B2] Valence BC                         | 73                      | 87   |                    |                    |  |  |                 |                 |  |  | 11 mai à Bologne | 11 mai à Bologne |
|  | [A3] Metropolitans 92                   | 3 mai à Andorre-la-Vieille              |                         | 87   |                    |                    |  |  |                 |                 |  |  | 11 mai à Bologne | 11 mai à Bologne |
|  | [B6] Reyer Venise                       | 66                                      |                         |      |                    |                    |  |  |                 |                 |  |  | 11 mai à Bologne | 11 mai à Bologne |
|  | [B6] Reyer Venise                       | 66                                      | [A3] Metropolitans 92   | 85   |                    |                    |  |  |                 |                 |  |  | 11 mai à Bologne | 11 mai à Bologne |
|  | 20 avril à Valence                      |                                         | [A3] Metropolitans 92   | 85   |                    |                    |  |  |                 |                 |  |  | 11 mai à Bologne | 11 mai à Bologne |
|  |                                         | [B2] Valence BC                         | 98                      |      |                    |                    |  |  |                 |                 |  |  | 11 mai à Bologne | 11 mai à Bologne |
|  | [B2] Valence BC                         | [B2] Valence BC                         | 98                      | 98   |                    |                    |  |  |                 |                 |  |  | 11 mai à Bologne | 11 mai à Bologne |
|  | [B2] Valence BC                         | 26 avril à Las Palmas de Grande Canarie |                         | 98   |                    |                    |  |  |                 |                 |  |  | 11 mai à Bologne | 11 mai à Bologne |
|  | [A7] Hamburg Towers                     | 80                                      |                         |      |                    |                    |  |  |                 |                 |  |  | 11 mai à Bologne | 11 mai à Bologne |
|  | [A7] Hamburg Towers                     | 80                                      | [B4] Virtus Bologne     | 80   |                    |                    |  |  |                 |                 |  |  |                  |                  |
|  | 20 avril à Las Palmas de Grande Canarie |                                         | [B4] Virtus Bologne     | 80   |                    |                    |  |  |                 |                 |  |  |                  |                  |
|  |                                         | [B7] Bursaspor                          | 67                      |      |                    |                    |  |  |                 |                 |  |  |                  |                  |
|  | [B1] CB Gran Canaria                    | [B7] Bursaspor                          | 67                      | 87   |                    |                    |  |  |                 |                 |  |  |                  |                  |
|  | [B1] CB Gran Canaria                    |                                         |                         | 87   |                    |                    |  |  |                 |                 |  |  |                  |                  |
|  | [A8] Śląsk Wrocław                      | 60                                      |                         |      |                    |                    |  |  |                 |                 |  |  |                  |                  |
|  | [A8] Śląsk Wrocław                      | 60                                      | [B1] CB Gran Canaria    | 77   |                    |                    |  |  |                 |                 |  |  |                  |                  |
|  | 19 avril à Andorre-la-Vieille           |                                         | [B1] CB Gran Canaria    | 77   |                    |                    |  |  |                 |                 |  |  |                  |                  |
|  |                                         | [A4] BC Andorre                         | 79                      |      |                    |                    |  |  |                 |                 |  |  |                  |                  |
|  | [A4] BC Andorre                         | [A4] BC Andorre                         | 79                      | 74   |                    |                    |  |  |                 |                 |  |  |                  |                  |
|  | [A4] BC Andorre                         | 27 avril à Ljubljana                    |                         | 74   |                    |                    |  |  |                 |                 |  |  |                  |                  |
|  | [B5] Budućnost Podgorica                | 64                                      |                         |      |                    |                    |  |  |                 |                 |  |  |                  |                  |
|  | [B5] Budućnost Podgorica                | 64                                      | [A4] BC Andorre         | 68   |                    |                    |  |  |                 |                 |  |  |                  |                  |
|  | 19 avril à Ljubljana                    |                                         | [A4] BC Andorre         | 68   |                    |                    |  |  |                 |                 |  |  |                  |                  |
|  |                                         | [B7] Bursaspor                          | 85                      |      |                    |                    |  |  |                 |                 |  |  |                  |                  |
|  | [B3] Cedevita Olimpija                  | [B7] Bursaspor                          | 85                      | 93   |                    |                    |  |  |                 |                 |  |  |                  |                  |
|  | [B3] Cedevita Olimpija                  |                                         |                         | 93   |                    |                    |  |  |                 |                 |  |  |                  |                  |
|  | [A6] Türk Telekom BK                    | 80                                      |                         |      |                    |                    |  |  |                 |                 |  |  |                  |                  |
|  | [A6] Türk Telekom BK                    | 80                                      | [B3] Cedevita Olimpija0 | 83   |                    |                    |  |  |                 |                 |  |  |                  |                  |
|  | 20 avril à Novi Beograd                 |                                         | [B3] Cedevita Olimpija0 | 83   |                    |                    |  |  |                 |                 |  |  |                  |                  |
|  |                                         | [B7] Bursaspor                          | 85                      |      |                    |                    |  |  |                 |                 |  |  |                  |                  |
|  | [A2] Partizan Belgrade                  | [B7] Bursaspor                          | 85                      | 95ap |                    |                    |  |  |                 |                 |  |  |                  |                  |
|  | [A2] Partizan Belgrade                  |                                         |                         | 95ap |                    |                    |  |  |                 |                 |  |  |                  |                  |
|  | [B7] Bursaspor                          | 103                                     |                         |      |                    |                    |  |  |                 |                 |  |  |                  |                  |
|  | [B7] Bursaspor                          | 103                                     |                         |      |                    |                    |  |  |                 |                 |  |  |                  |                  |

## Récompenses

### Récompenses de la saison
- Meilleur joueur (MVP)[6] :  Mouhammadou Jaiteh ( Virtus Segafredo Bologne)
- Meilleur joueur de la finale[7] :  Miloš Teodosić ( Virtus Segafredo Bologne)
- Entraîneur de l'année[8] :  Dušan Alimpijević ( Bursaspor)
- Joueur révélation de l'année[9] :  Khalifa Diop ( CB Gran Canaria)
- Premier et deuxième cinq majeurs :

| Meilleur cinq majeur d'Eurocoupe | Meilleur cinq majeur d'Eurocoupe | Deuxième cinq majeur d'Eurocoupe | Deuxième cinq majeur d'Eurocoupe |
| Joueur                           | Équipe                           | Joueur                           | Équipe                           |
| -------------------------------- | -------------------------------- | -------------------------------- | -------------------------------- |
| Jaron Blossomgame                | Ratiopharm Ulm                   | Bojan Dubljević                  | Valence BC                       |
| Will Cummings                    | Metropolitans 92                 | Kevin Punter                     | Partizan Belgrade                |
| Mouhammadou Jaiteh               | Virtus Segafredo Bologne         | Caleb Homesley                   | Hamburg Towers                   |
| Derek Needham                    | Bursaspor                        | Semaj Christon                   | Ratiopharm Ulm                   |
| Miloš Teodosić                   | Virtus Segafredo Bologne         | Jaka Blažič                      | Cedevita Olimpija                |

### Trophées hebdomadaires

#### MVP par journée de la saison régulière
| Journée | Joueur                    | Équipe                           | Évaluation |
| ------- | ------------------------- | -------------------------------- | ---------- |
| 1       | Johnathan Motley (1/2)    | Lokomotiv Kouban-Krasnodar (1/5) | 39         |
| 2       | John Shurna (1/1)         | CB Gran Canaria (1/1)            | 26         |
| 3       | Johnathan Motley (2/2)    | Lokomotiv Kouban-Krasnodar (2/5) | 38         |
| 4       | Jaron Blossomgame (1/1)   | Ratiopharm Ulm (1/4)             | 35         |
| 5       | Justin Cobbs (1/1)        | Budućnost Podgorica (1/1)        | 44         |
| 6       | Errick McCollum (1/3)     | Lokomotiv Kouban-Krasnodar (3/5) | 39         |
| 7       | Cristiano Felício (1/1)   | Ratiopharm Ulm (2/4)             | 26         |
| 7       | Sindarius Thornwell (1/1) | Ratiopharm Ulm (3/4)             | 26         |
| 8       | Errick McCollum (2/3)     | Lokomotiv Kouban-Krasnodar (4/5) | 37         |
| 9       | Caleb Homesley (1/1)      | Hamburg Towers (1/3)             | 45         |
| 10      | Errick McCollum (3/3)     | Lokomotiv Kouban-Krasnodar (5/5) | 36         |
| 11      | Anthony Clemmons (1/1)    | Türk Telekom BK (1/1)            | 32         |
| 12      | Jaylon Brown (1/1)        | Hamburg Towers (2/3)             | 34         |
| 13      | Mathias Lessort (1/1)     | Partizan Belgrade (1/2)          | 32         |
| 14      | Mouhammadou Jaiteh (1/2)  | Virtus Bologne (1/2)             | 41         |
| 15      | Lukas Meisner (1/1)       | Hamburg Towers (3/3)             | 29         |
| 16      | Semaj Christon (1/1)      | Ratiopharm Ulm (4/4)             | 31         |
| 17      | Kevarrius Hayes (1/2)     | Bursaspor (1/3)                  | 37         |
| 18      | Zach LeDay (1/1)          | Partizan Belgrade (2/2)          | 30         |

#### MVP par tour desplayoffs
| Tour          | Joueur                   | Équipe               | Évaluation |
| ------------- | ------------------------ | -------------------- | ---------- |
| 1/8 de finale | Andrew Andrews (1/1)     | Bursaspor (2/3)      | 35         |
| 1/4 de finale | Mouhammadou Jaiteh (2/2) | Virtus Bologne (2/2) | 38         |
| 1/2 finales   | Kevarrius Hayes (2/2)    | Bursaspor (3/3)      | 27         |